# Zawidz Kościelny
Pour les articles homonymes, voir Zawidz.
Zawidz Kościelny (prononciation : [ˈzavit͡s]) est un village polonais de la gmina de Zawidz dans le powiat de Sierpc de la voïvodie de Mazovie dans le centre-est de la Pologne.
Le village est le siège administratif (chef-lieu) de la gmina appelée gmina de Zawidz.
Il se situe à environ 16 kilomètres au sud-est de Sierpc (siège de le powiat) et à 102 kilomètres au nord-ouest de Varsovie (capitale de la Pologne).
Le village comptait approximativement une population de 846 habitants en 2014.

## Histoire
De 1975 à 1998, le village appartenait administrativement à la voïvodie de Płock.

Depuis 1999, il appartient administrativement à la voïvodie de Mazovie